# 윤인함
윤인함(尹仁涵, 1531년 ~ 1597년)은 조선 중기의 문신이며 임진왜란 때의 의병장이다. 자(字)는 양숙(養叔)이며 호(號)는 죽재(竹齋)이다. 본관은 파평(坡平)이다.

## 생애
1531년에 태어났다. 어려서부터 총명해 6세에 글을 지을 줄 알았다고 한다. 문장과 그림에 뛰어났고, 특히 대나무를 잘 그렸는데 대나무를 잘 그린다 해서 호를 죽재라 했다 한다. 명종 7년에 진사가 되고, 명종 10년 식년시에 병과로 급제하였다. 승문원권지로 관직 생활을 시작해 예문관검열, 대교를 역임하고 1559년 홍문관정자, 부수찬, 이어 저작·박사·부수찬 겸 지제교 등 등 옥당(玉堂)의 관직을 두루 역임하였다. 이후 1561년 병조좌랑, 이조정랑을 역임하고 서장관(書狀官)으로 명나라에 다녀왔다.
경기도사를 거쳐 이조정랑으로 조정에 복귀했으나, 1563년 이조정랑으로 재직 중 전선(銓選)에 관한 기밀을 누설한 죄로 파직되었다. 모친상을 당해 3년간 시묘살이를 하고 상복을 벗은 뒤 성균관전적에 등용되어, 종부시첨정, 풍덕군수, 양주목사 등을 역임했다. 다시 부친상을 당해 사직하고 상례를 치른 뒤 1578년(선조 11) 사복시정, 1581년 황주목사를 지내고 1584년 동지사로 명나라에 다녀왔으며, 돌아와서는 의주목사를 거쳐 1585년 5월 남원부사가 되었다가 동년 7월 전임 의주에서 있었던 일로 면직되었다. 이후 황주목사, 선산부사, 호조참의를 지내고 경주부윤에 제수되었다.
경주부윤에 재임 중 1592년 4월 임진왜란을 맞아 전투를 독려하며, 경주 등지의 의병장들과 함께 문천회맹을 맺는 등 고을 사족들에게 힘써 싸울 것을 권면하였다. 한편 판관 박의장(朴毅長)이 혼자 성안에 있다가, 적이 언양에서 지름길로 와서 갑자기 기습공격을 하자, 성을 비우고 경주성이 함락되었다. 정부에서 윤인함이 유신(儒臣)으로 나약하고 겁을 낸다 하여 교체하였다.
이후 귀성부사, 뒤에 윤두수(尹斗壽)의 추천으로 호서(湖西)의 관찰사가 되었으나 곧 파직되고, 호조참의, 1596년 형조참판을 지냈다. 정유년(1597)에 왜군이 재차 침입해오자 명군의 영접사가 되어 평양으로 가서 명나라 장수를 영접하던 중 병이 들어 죽었다. 선무원종공신(宣武原從功臣)에 녹훈되고 가의대부 이조참판(嘉義大夫 吏曹參判)에 추증되었다. 유집으로 죽재유고(竹齋遺稿)가 있다.

## 가족
- 고조(高祖)
  - 증우의정 영천부원군(贈右議政 鈴川府院君) 윤은(尹垠)
- 증조(曾祖)
  - 통례원좌통례 증사헌부집의 (通訓大夫 通禮院左通禮 贈司憲府執義) 윤사하(尹師夏)
- 조부(祖父)
  - 목사(牧使) 윤탕(尹宕)
- 선고(先考)
  - 돈녕부첨정 증이조판서(敦寧府僉正 贈吏曹判書) 윤응규(尹應奎)

## 참고 문헌
- 조선왕조실록(朝鮮王朝實錄), 파평윤씨세보(坡平尹氏世譜), 국조인물고(國朝人物考), 국조문과방목(國朝文科榜目), 경주읍지(慶州邑誌).